# NGC 3999
NGC 3999 est une galaxie lenticulaire située dans la constellation du Lion. NGC 3999 a été découverte par l'astronome irlandais Lawrence Parsons en 1878.

## Caractéristiques
Sa vitesse par rapport au fond diffus cosmologique est de 4 460 ± 22 km/s, ce qui correspond à une distance de Hubble de 65,8 ± 4,6 Mpc (∼215 millions d'al).
En raison d'une brillance de surface égale à 11,96  mag/am2, on peut qualifier NGC 3999 de galaxie présentant une brillance de surface élevée.